# Gai Sergi Aurata
Gai Sergi Orata o Gai Sergi Aurata (en llatí Caius Sergius Orata o Caius Sergius Aurata) era un cavaller romà contemporani de l'orador Luci Licini Cras que va viure poc temps abans de la guerra social l'any 90 aC.

La seva notorietat derivava de la seva riquesa i de la seva afició al luxe i al refinament. Ciceró el descriu com un home 
| « | ditissimus, amoenissimus, deliciosissimus | » |

 en un text conservat per Agustí d'Hipona. Va inventar els pensiles balneae, un tipus de banys que incorporaven l'hipocaust, i també va ser el primer que va establir granges d'ostres a Baiae que li van donar gran rendiment. Va establir la superioritat del peix de closca del llac Lucrinus sobre el de Britànnia. El seu malnom Aurata derivava segons uns de la seva afició als peixos d'aquest nom (auratae pisces) i segons d'altres perquè portava dos anells d'or.